# Lula (Slovacchia)
Lula (in ungherese Lüle) è un comune della Slovacchia facente parte del distretto di Levice, nella regione di Nitra.